# Is That Your Chick (The Lost Verses)
Is That Your Chick (The Lost Verses) è il secondo singolo del rapper statunitense Memphis Bleek, pubblicato il 12 settembre del 2000 ed estratto dal suo secondo album, The Understanding. La canzone, distribuita da Get Low, Def Jam e Roc-A-Fella, è prodotta da Timbaland e vede la partecipazione di Jay-Z e Missy Elliott.
Il singolo è anche noto per esser stato l'ultimo di Memphis Bleek a entrare nella Hot 100.

## Tracce

### Vinile
Lato A
1. Is That Your Chick (Radio Edit)
2. Is That Your Chick (Single Version)
3. Is That Your Chick (TV track)

Lato B
1. All Types of Shit (Radio Edit)
2. All Types of Shit (Single Version)
3. All Types of Shit (Instrumental)

## Classifiche

### Classifiche settimanali
| Classifica (2000)        | Posizione massima |
| ------------------------ | ----------------- |
| Stati Uniti              | 68                |
| US Hot R&B/Hip-Hop Songs | 18                |
| US Hot Rap Songs         | 7                 |
| US Radio Songs           | 62                |
| US R&B/Hip-Hop Airplay   | 16                |